# Підв'язкова змія західна
Підв'язкова змія західна (Thamnophis proximus) — неотруйна змія з роду Підв'язкові змії родини Вужеві. Має 6 підвидів.

## Опис
Загальна довжина коливається від 60 до 90 см, іноді досягає 1,2 м. Голова вузька. Тулуб стрункий з кілеватою лускою. Основний фон тулуба коричневий або оливковий. У порівнянні з верхом голови, губні щитки набагато світліше. По середині спини проходить помаранчева смуга, а з боків — кремова або блідо-жовта.

## Спосіб життя
Полюбляє лісову, болотисту місцину, береги озер, тропічні ліси. Активна вдень. Харчується жабами, пуголовками, рибою, комахами, хробаками.
Це живородна змія. Самиця народжує від 4 до 27 дитинчат.

## Розповсюдження
Мешкає на узбережжі Мексиканської затоки США, на північ уздовж долини Міссісіпі і на південь до Мексики та Центральної Америки включно, окрім Панами.

## Підвиди
- Thamnophis proximus alpinus
- Thamnophis proximus diabolicus
- Thamnophis proximus orarius
- Thamnophis proximus proximus
- Thamnophis proximus rubrilineatus
- Thamnophis proximus rutiloris